# Víctor Muñoz (Fußballspieler, 2003)
Víctor Muñoz Villanueva (* 13. Juli 2003 in Barcelona) ist ein spanischer Fußballspieler, der bei CA Osasuna unter Vertrag steht. Er wird meistens als Außenstürmer eingesetzt.

## Karriere
Víctor Muñoz begann seine Laufbahn im Klubfußball mit neun Jahren bei CE Sant Gabriel, einem Verein aus Sant Adrià de Besòs im Großraum Barcelona. Im Jahr 2014 wechselte er in die Jugend des FC Barcelona und drei Saisons später schließlich zu CF Damm. Im Sommer 2021 verließ Víctor Muñoz Barcelona und unterschrieb für Real Madrid, wo er zunächst in der A-Jugend (Juvenil A) zum Einsatz kam. Mit seiner Mannschaft konnte er in der Saison 2021/22 den Spanischen A-Junioren-Pokal gewinnen, darüber hinaus brachte er es auch auf zwei Einsätze in der UEFA Youth League. 
Zur Saison 2022/23 wechselte er zu RSC Internacional FC, einem Klub der in jener Spielzeit mit Real Madrid assoziiert war und zur neuen dritten Mannschaft werden sollte. Mit seinem Team erreichte er das Aufstiegs-Play-off der Tercera Federación, scheiterte dort jedoch im Endspiel an der B-Mannschaft des FC Getafe. 2023/24 wechselte er zu Real Madrid Castilla, der in der Primera Federación spielenden Zweitmannschaft des Klubs, wo er am 27. August 2023 gegen UD Melilla sein Debüt feierte. Seine Mannschaft belegte am Ende der Saison den zehnten Tabellenrang, wobei er es in 29 Einsätzen auf zwei Tore brachte. Eine Leistungssteigerung erreichte Víctor Muñoz in der Saison 2024/25, in der er mit elf Toren in 34 Spielen zweitbester Schütze seiner Mannschaft hinter Gonzalo García war.
Am 11. Mai 2025 feierte Víctor Muñoz in einem Meisterschaftsspiel gegen den FC Barcelona sein Debüt im A-Kader von Real Madrid, als er in der 88. Minute für Vinícius Júnior eingewechselt wurde.
Im Sommer 2025 unterschrieb Víctor Muñoz einen bis 2030 laufenden Vertrag bei CA Osasuna.

## Titel
Real Madrid
- Spanischer A-Junioren-Pokalsieger: 2022